# Флаг Узбекистана
Государственный флаг Республики Узбекистан (узб. Oʻzbekiston Respublikasining davlat bayrogʻi / Ўзбекистон Республикасининг давлат байроғи) — наряду с государственным гербом и гимном — является официальным государственным символом и символом суверенитета Республики Узбекистан.
Утверждён 18 ноября 1991 года, через два месяца после провозглашения независимости страны. Узбекистан первым из пяти центральноазиатских республик утвердил свой новый флаг, взамен своего старого советского флага, и 11-м по очереди среди 15 бывших союзных республик.

## Описание

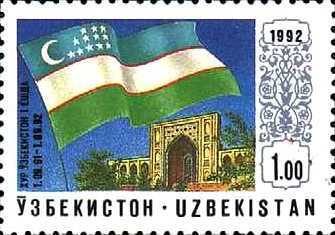
Флаг на почтовой марке Узбекистана 1992 года.

Государственный флаг Республики Узбекистан представляет собой прямоугольное полотнище из трёх горизонтальных полос насыщенного голубого, белого и насыщенного зелёного цветов во всю длину флага.
Длина флага составляет 250 см, ширина — 125 см. Голубая, белая и зелёная полосы равны по ширине. Ширина каждой полосы равна 40 см. По краям белой полосы, расположенной в середине флага, проходят красные каёмки шириной в 2,5 см каждая.
На верхней голубой части флага на лицевой и оборотной сторонах, у древка изображены белый полумесяц и рядом с ним 12 белых пятиконечных звёзд.
Полумесяц и звёзды вписываются в прямоугольник размером 75 х 30 см, который располагается по горизонтальной оси верхней голубой полосы.
Полумесяц располагается вертикально концами от древка и вписывается в окружность диаметром 30 см на расстоянии 20 см от древка.
Каждая звезда вписывается в окружность диаметром 6 см. Расстояние между окружностями 6 см. Звёзды располагаются по вертикали и горизонтали в следующем порядке: три звезды — в верхнем ряду, четыре — в среднем и пять — в нижнем. Нижний ряд звёзд располагается от нижнего края полумесяца на расстоянии 3,5 см.

### Значение
Символика Государственного флага Республики Узбекистан продолжает традиции, свойственные флагам могущественных держав, существовавших на территории страны, одновременно отражает природные особенности республики, национальную и культурную самобытность народа.
Небесно-голубой цвет на флаге — символ голубого неба и чистой воды. Лазурный цвет почитаем на Востоке, его избрал когда-то для своего флага и великий Амир Тимур.
Белый цвет — символ мира и чистоты. Молодое независимое государство должно преодолеть на своем пути высокие перевалы. Белый цвет на флаге также означает доброе пожелание, чтобы путь был чист и светел.
Зелёный цвет — олицетворение благодатной природы страны. В настоящее время во всем мире ширится движение по охране окружающей среды, символом которого тоже является зелёный цвет.
Красные полосы — это жизненные силы, пульсирующие в каждом живом существе, символ жизни.
Полумесяц соответствует многовековой традиции народа Узбекистана. Полумесяц и звёзды — символ безоблачного неба мира.
На флаге Узбекистана 12 звёзд. Число 12 означает 12 зодиакальных созвездий.
Государственный флаг — это символ прошлого, настоящего и будущего.
Флаг Узбекистана поднимается при приёмах государственных делегаций под руководством Президента в зарубежных странах, а также при приёмах зарубежных государственных делегаций в Узбекистане.
Государственный флаг устанавливается на крышу резиденции Президента, здания Олий Мажлиса (Парламента) Республики Узбекистан. Также флаг Республики Узбекистан поднимается на различных мировых соревнованиях при вхождении на пьедестал спортсменов из Узбекистана, призёров соревнований.

## Исторические флаги Узбекистана

### Бухара
Бухарское ханство, позднее Бухарский эмират, затем Бухарская Народная Советская Республика и Бухарская Советская Социалистическая Республика.

Флаг Эмирата до 1 сентября 1920 года
Один из флагов эмирата, использовался в начале 20 века
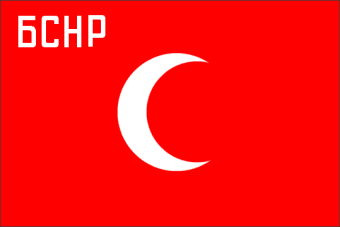
условно с 1919 по 20 сентября 1920 года
с 20 сентября 1920 по 23 сентября 1921 года
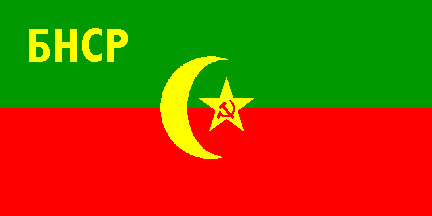
с 23 сентября 1921 по 11 октября 1923 года (см. Флаг Бухарской народной советской республики)
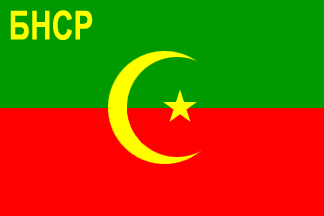
вариация с 23 сентября 1921 по 11 октября 1923
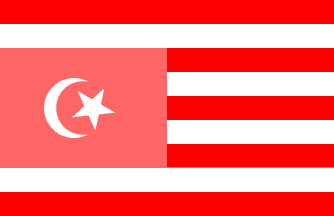
в восстании с 6 апреля 1922 по 15 июля 1923 года (в 1990-е гг. использовался партией «Эрк»)
с 11 октября 1923 по 19 сентября 1924 года
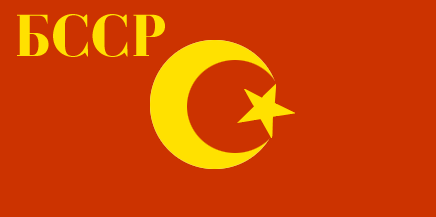
с 18 сентября 1924 по 22 июля 1925 года

### Хива
Хорезм, позднее Хивинское ханство, затем Хорезмская Народная Советская Республика и Хорезмская Советская Социалистическая Республика.

с 1917 по январь 1920 года
с января 1920 по 30 апреля 1920 года
с 30 апреля 1920 по май 1921 года
с мая 1921 по июль 1922 года
с июля 1922 по 23 октября 1923 года
с 23 октября 1923 по 2 октября 1924 года — de facto до 1925 года

### Кокандская автономия
Территория бывшего Кокандского ханства, входившая в состав Кокандского Автономного Государства, была провозглашена независимой в декабре 1917 года под руководством Мустафы Чокай-Бея. Флаг Кокандской автономии был смоделирован на основе турецкого флага.

Флаг Кокандской автономии с 27 ноября 1917 года по 22 февраля 1918 года

### Туркестан
Туркестанское генерал-губернаторство и позднее Туркестанская Автономная Советская Социалистическая Республика.

с 1919 по 1921 год
с 1921 по 1924 год

### Узбекистан
Узбекская Советская Социалистическая Республика и позднее Республика Узбекистан.

с 22 июля 1925 по 9 января 1926 года
с 9 января 1926 года по 1931 год
с 1931 года по январь 1935 года
с января 1935 года по 1937 год
с 1937 года по 16 января 1941 года
с 16 января 1941 года по 29 августа 1952 года
с 29 августа 1952 года по 18 ноября 1991 года
с 18 ноября 1991 года

## Похожие флаги

Флаг Республики Сьерра-Леоне
Флаг Королевства Лесото
Флаг Республики Башкортостан (Россия)
Флаг Республики Кабардино-Балкария (Россия)
Флаг города Кали (Колумбия)
Флаг автономного государства Пунтленд (Сомали)
Флаг Республики Молоссия (виртуальное государство).
Флаг Республики Каракалпакстан (суверенная республика в составе Узбекистана)